# ホルヘ・キロガ・ラミレス
ホルヘ・フェルナンド・“トゥト”・キロガ・ラミレス（Jorge Fernando "Tuto" Quiroga Ramírez、1960年5月5日 - ）は、ボリビアの第76代大統領。体調不良によって大統領職を退いたウゴ・バンセル・スアレスの後を継ぎ、2001年8月7日から2002年8月6日まで大統領職に就いた。
キロガはコチャバンバにてスペイン系移民の子孫として生まれた。1981年にアメリカ合衆国のテキサスA&M大学を経営工学の学士号を取得して卒業。テキサス州オースティンのIBMで働きながら聖エドワード大学で経営学の修士号を取得。アメリカ人女性と結婚した後、ボリビアへと帰郷する。
キロガは1997年にボリビアの副大統領に選出される。当時41歳であったキロガは、ボリビアの歴史上最も若い副大統領となった。2001年、大統領であったバンセルの健康問題のため大統領職を引き継いだ。7月1日から大統領として従事、8月7日に宣誓就任し、翌年までバンセルの5年の就任期間を全うした。
キロガは2005年の大統領選挙に、中道右派の民主社会勢力（PODEMOS）党首として出馬した。主な対立候補は左派の社会主義運動（MAS）を率いるエボ・モラレスであった。キロガは28.6%の得票を得たが、53.7%の得票を得たモラレスに敗れた。その後は民主社会勢力の党首として政治活動をする傍ら、世界銀行（WB）や世界通貨基金（IMF）のコンサルタントも兼務した。
2025年8月17日に執行された大統領選挙では保守系候補として立候補し、暫定結果では中道右派のロドリゴ・パス・ペレイラ上院議員の32.18％に続く26.94％を得票し10月19日の決選投票に進んだ。